# Podvorec
Podvorec je naselje u općini Breznica u Varaždinskoj županiji. Nalazi se na državnoj cesti Zagreb - Varaždin, sjeverno od Svetog Ivana Zeline, u Hrvatskom zagorju.

### Stanovništvo
- Broj stanovnika: 123

(Izvor: Ured državne uprave u Varaždinskoj županiji, Ured za statistiku)
| broj stanovnika | 85    | 75    | 113   | 225   | 250   | 208   | 152   | 187   | 163   | 156   | 169   | 152   | 150   | 136   | 123   | 142   | 141   |
|                 | 1857. | 1869. | 1880. | 1890. | 1900. | 1910. | 1921. | 1931. | 1948. | 1953. | 1961. | 1971. | 1981. | 1991. | 2001. | 2011. | 2021. |

## Vanjske poveznice
- Državni arhiv u Varaždinu  Arhivirana inačica izvorne stranice od 7. lipnja 2007. (Wayback Machine)
- Podvorec census records (en)